# Rainer Joachimsmeier
Rainer Joachimsmeier (* 23. Dezember 1956) ist ein ehemaliger deutscher Fußballspieler. Für Rot-Weiß Lüdenscheid und den SC Viktoria Köln bestritt der Mittelfeldspieler insgesamt 115 Spiele in der 2. Bundesliga und erzielte dabei sieben Tore.

## Sportlicher Werdegang
Joachimsmeier gehörte zur von Klaus Hilpert trainierten Aufstiegsmannschaft von Rot-Weiß Lüdenscheid, die 1977 in die 2. Bundesliga aufstieg. Anfangs Stammspieler, rutschte er nach einem schwachen Saisonstart aus der Mannschaft und kam zeitweise nur noch als Einwechselspieler zum Zug. Nach einem Trainerwechsel zu Toni Burghardt im Winter kam er erst in den abschließenden fünf Saisonspielen der Saison 1977/78 zum Zug, der Klub erreichte auf einem Mittelfeldplatz den Klassenerhalt. In der folgenden Spielzeit hatte er sich als Stammspieler etabliert und kam zu 34 Saisonspielen. Der Klub beendete die Saison auf dem vorletzten Platz, profitierte aber am grünen Tisch von den Lizenzverweigerungen für den FC St. Pauli und Westfalia Herne.
Joachimsmeier wechselte 1979 innerhalb der 2. Bundesliga zum SC Viktoria Köln. Unter Cheftrainer Ernst-Günter Habig gehörte er zu den Stammkräften im Mittelfeld, als der Klub zeitweise um den Aufstieg in die Bundesliga spielte und als Tabellenvierter der Spielzeit 1979/80 acht Punkte Rückstand auf den Tabellenzweiten und Aufstiegsspielteilnehmer Rot-Weiss Essen im Endklassement aufwies. Am Ende der Spielzeit 1980/81 verpasste er mit der Mannschaft die Qualifikation für die eingleisige 2. Bundesliga und trat mit ihr in der Oberliga Nordrhein an. Als Vizemeister der Spielzeit 1981/82 wurde der direkte Wiederaufstieg knapp verpasst, jedoch die Teilnahme an der Amateurmeisterschaft 1982 erreicht. Hier schied er mit dem Klub jedoch in der ersten Runde nach zwei Niederlagen gegen den späteren Titelträger 1. FSV Mainz 05 aus.
Im Sommer 1982 kehrte Joachimsmeier zu Rot-Weiß Lüdenscheid zurück und spielte für den Klub bis zum Abstieg am Ende der Spielzeit 1987/88 in der Oberliga Westfalen. Inwiefern er anschließend dem Klub in der Viertklassigkeit treu blieb, ist aus der Datenlage nicht ersichtlich.